# عوجةالجنا
عوجه الجنا (به عربی: عوجة الجنا) یک منطقهٔ مسکونی در سوریه است که در استان حما واقع شده‌است.

## خصوصیات
عوجه الجنا  ۴۸۹ نفر جمعیت دارد.